# Marc Atili (duumvir)
Marc Atili (en llatí Marcus Atilius) va ser duumvir l'any 216 aC, juntament amb Gai Atili. Els dos van fer la dedicatòria del temple de Concòrdia que havia construït Luci Manli Vulsó, pretor el 218 aC.